# Neuralgie
Neuralgie of zenuwpijn wordt veroorzaakt door een zenuw, die beschadigd of anderszins geïrriteerd is, en uit zich meestal als (heftige) pijnscheuten in een gedeelte van het gezicht, arm of been, of een deel van het taille- of gordelgebied.
Voorbeelden van zenuwpijn zijn fantoompijn, aangezichtspijn, ischias, Mortons neuralgie, carpaletunnelsyndroom, pijn bij en na gordelroos en in sommige gevallen bij diabetes mellitus.
Neuralgie die voorkomt als complicatie van een herpesvirus, wordt postherpetische neuralgie genoemd.
Hevige zenuwpijn die niet uit zichzelf weer weggaat kan onderdrukt worden met
- paracetamol/codeïne,
- lidocaïne op de huid (na gordelroos)
- Tricyclische antidepressiva als amitriptyline, clomipramine en nortriptyline.
- Anti-epileptica: carbamazepine en fenytoïne (aangezichtspijn; als gevolg van diabetes mellitus)
- Acetylsalicylzuur
- Fysiotherapie, bijvoorbeeld met TENS.